# District d'Inashiki
Le district d'Inashiki (稲敷郡, Inashiki-gun) est un district de la préfecture d'Ibaraki, au Japon.

## Géographie

### Démographie
Au 1er janvier 2014, la population du district d'Inashiki était de 73 600 habitants répartis sur une superficie de 182,28 km2

### Municipalités du district
- Ami
- Kawachi
- Miho (village)